# Магомедов, Мурад Гаджиевич
Мура́д Гаджи́евич Магомедов (29 декабря 1932, село Батлаич, Хунзахский район, Дагестанская АССР — 4 февраля 2003) — советский и российский археолог, доктор исторических наук, профессор. Заслуженный деятель наук Дагестанской АССР, является высококвалифицированным специалистом в области раннесредневековой истории народов Дагестана, Северного Кавказа и Юго-Восточной Европы.

## Биография
Аварец по национальности. В 1962 году окончил Туркменский государственный университет. С 1962 по 1988 год работал в Институте истории, языка и литературы Дагестанского филиала Академии наук СССР. С 1988 года по 2003 год — заведующий кафедрой истории Дагестана Дагестанского государственного университета. Автор более 200 научных работ, в том числе монографий «Образование Хазарского каганата» (1983), разделов «Истории народов Северного Кавказа с древнейших времён до наших дней» (1988), «Живая связь эпох и культур» (1990), «Хазары на Кавказе» (1994), «История Дагестана с древнейших времён до конца XIX века» (1997), «Кала-корейш (крепость курейшитов)» (1998), «Махачкала (история города)» (1999), «Батлаич (история села)» (1999), «Прикаспийская Хазария» (2004), «Каспийская Атлантида» (2004), «Древнее болгарское царство» (2005), «История аварцев» (2005) и др.
Венгерский учёный Антал Барта в одном из своих выступлений отметил, что учёные Восточной Европы должны снять головной убор и низко поклониться выдающемуся учёному М. Г. Магомедову, который впервые сумел подвести под запутанную проблему хазар огромную базу вещественных источников. А ведущий специалист в области изучения истории хазар Светлана Плетнёва, бывшая когда-то последовательным оппонентом дагестанского учёного, в своей работе «Очерки истории хазарской археологии» назвала Мурада Магомедова первооткрывателем Хазарии, подчеркнув то обстоятельство, что его археологические исследования открыли новый этап в изучении хазарской истории.
По свидетельству Мурада Магомедова: 

«…Когда наши экспедиции занимались раскопками памятников страны Берсилии и Хазарского каганата, в Дагестан несколько раз приезжали болгарские и венгерские учёные, так как история их стран и народов тесно связана с берсилами, гуннами и хазарами, которые были их прародителями. Наша работа в этой области имела большой резонанс в археологическом мире, причём, не только в Болгарии и Венгрии, но даже в США, Израиле и Японии. Японский исследователь Рюити Хирокава даже профинансировал две экспедиции, которые позволили окончательно локализовать последнюю столицу хазар Итиль в районе острова Чистая Банка в Каспии, недалеко от устья Волги, и найти там остатки оборонительных валов. Фильмы о хазарах, основанные на наших раскопках, снимали и японцы, и израильтяне, и венгры. Американцы опубликовали материалы моих исследований в журнале „Археология США“. К сожалению, только на родине к нашим исследованиям отнеслись с безразличием».
Audio. Мурад Магомедов о протоболгарах и хазарах в Прикаспии. Author: Moussaev M. Z. (Maginhard Avars)